# MTV Video Music Awards 2011

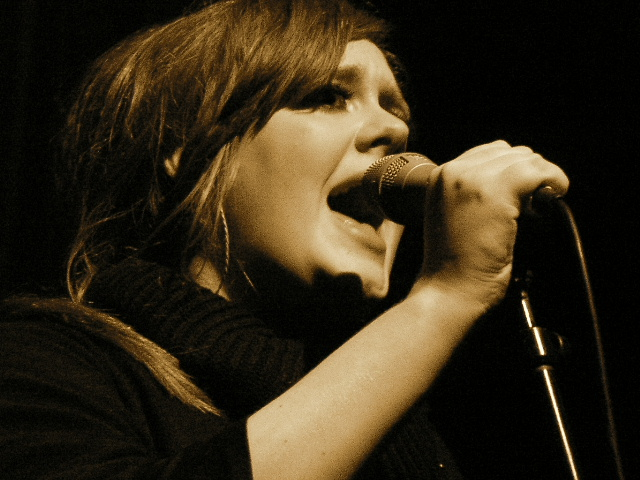
Adele

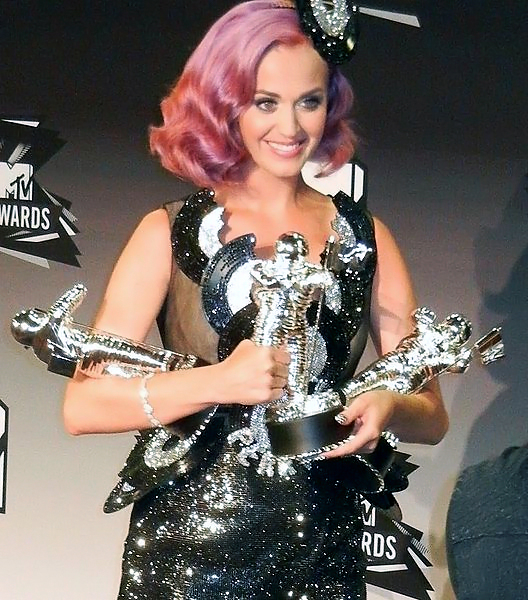
Katy Perry

Die vom Musiksender MTV präsentierten MTV Video Music Awards 2011 fanden am 28. August 2011 im Nokia Theater in Los Angeles statt. Die jährliche Veranstaltung wurde diesmal von keinem speziellen Moderator moderiert. Eröffnet wurde die Show von Lady Gaga. Adele und Katy Perry waren die erfolgreichsten Künstler des Abends mit je drei Preisen; Perry wurde für ihre Single Firework der Preis für das Video des Jahres verliehen. Mit zwei Preisen konnte Britney Spears Erfolge erzielen, sie wurde für Till the World Ends als das Beste Pop Video ausgezeichnet und erhielt den Preis für ihr Lebenswerk, den Video Vanguard Award.

## Musik-Auftritte
Hauptbühne („Main Stage“) – chronologisch gelistet
- Lady Gaga (mit Brian May) – Yoü and I
- Jay-Z und Kanye West – Otis
- Pitbull (featuring Ne-Yo und Nayer) – Give Me Everything
- Adele – Someone like You
- Chris Brown – Yeah 3x / Beautiful People
- Hommage für Britney Spears
- Beyoncé – Love on Top
- Young the Giant – My Body
- Bruno Mars – Valerie (Anerkennung für die verstorbene Amy Winehouse)
- Lil Wayne – How to Love / John

## Gewinner und Nominierungen
Die Nominierten wurden am 20. Juli 2011 bekanntgegeben. Sängerin Katy Perry führte die Nominierungsliste mit neun Nennungen an. Gefolgt von Kanye West und Adele mit je sieben Nominierungen. Katy Perry ist auch die erste Künstlerin, die mit vier verschiedenen Musikvideos nominiert ist, das gelang zuvor niemanden. Zudem wurde im Jahr 2011 auch das erste Mal der Preis für das Best Video With a Message verliehen, bei dem die besten Videos mit einer Aussage/Botschaft zur Nominierung standen.

### Michael Jackson Video Vanguard Award
Britney Spears

### Video of the Year
Katy Perry – Firework 
- Adele – Rolling in the Deep
- Beastie Boys – Make Some Noise
- Bruno Mars – Grenade
- Tyler, the Creator – Yonkers

### Best Male Video
Justin Bieber – U Smile 
- Eminem (featuring Rihanna) – Love the Way You Lie
- CeeLo Green – Fuck You!
- Bruno Mars – Grenade
- Kanye West (featuring Rihanna und Kid Cudi) – All of the Lights

### Best Female Video
Lady Gaga – Born This Way 
- Adele – Rolling in the Deep
- Beyoncé – Run the World (Girls)
- Nicki Minaj – Super Bass
- Katy Perry – Firework

### Best New Artist
Tyler, the Creator – Yonkers 
- Big Sean (featuring Chris Brown) – My Last
- Foster the People – Pumped Up Kicks
- Kreayshawn – Gucci Gucci
- Wiz Khalifa – Black and Yellow

### Best Pop Video
Britney Spears – Till the World Ends 
- Adele – Rolling in the Deep
- Bruno Mars – Grenade
- Katy Perry – Last Friday Night (T.G.I.F.)
- Pitbull (featuring Ne-Yo, Nayer und Afrojack) – Give Me Everything

### Best Rock Video
Foo Fighters – Walk 
- The Black Keys – Howlin’ for You
- Cage the Elephant – Shake Me Down
- Foster the People – Pumped Up Kicks
- Mumford & Sons – The Cave

### Best Hip-Hop Video
Nicki Minaj – Super Bass 
- Chris Brown (featuring Lil Wayne und Busta Rhymes) – Look at Me Now
- Lupe Fiasco – The Show Goes On
- Lil Wayne (featuring Cory Gunz) – 6 Foot 7 Foot
- Kanye West (featuring Rihanna und Kid Cudi) – All of the Lights

### Best Collaboration
Katy Perry (featuring Kanye West) – E.T. 
- Chris Brown (featuring Lil Wayne und Busta Rhymes) – Look at Me Now
- Nicki Minaj (featuring Drake) – Moment 4 Life
- Pitbull (featuring Ne-Yo, Nayer und Afrojack) – Give Me Everything
- Kanye West (featuring Rihanna und Kid Cudi) – All of the Lights

### Best Video With a Message
Lady Gaga – Born This Way 
- Eminem (featuring Rihanna) – Love the Way You Lie
- Katy Perry – Firework
- P!nk – F**kin’ Perfect
- Rise Against – Make It Stop (September's Children)
- Taylor Swift – Mean

### Best Direction in a Video
Beastie Boys – Make Some Noise (Director: Adam Yauch)
- 30 Seconds to Mars – Hurricane (Director: Bartholomew Cubbins)
- Adele – Rolling in the Deep (Director: Sam Brown)
- Eminem (featuring Rihanna) – Love the Way You Lie (Director: Joseph Kahn)
- Katy Perry (featuring Kanye West) – E.T. (Director: Floria Sigismondi)

### Best Choreography in a Video
Beyoncé – Run the World (Girls) (Choreographer: Frank Gatson)
- Lady Gaga – Judas (Choreographer: Laurieann Gibson)
- LMFAO (featuring Lauren Bennett und GoonRock) – Party Rock Anthem (Choreographer: Hokuto Konishi)
- Bruno Mars – The Lazy Song (Choreographers: Bruno Mars and Poreotics)
- Britney Spears – Till the World Ends (Choreographer: Brian Friedman)

### Best Special Effects in a Video
Katy Perry (featuring Kanye West) – E.T. (Special Effects: Jeff Dotson for Dot & Effects)
- Chromeo – Don't Turn the Lights On (Special Effects: The Mill)
- Linkin Park – Waiting for the End (Special Effects: Ghost Town Media)
- Manchester Orchestra – Simple Math (Special Effects: Daniels)
- Kanye West (featuring Dwele) – Power (Special Effects: Nice Shoes and ArtJail)

### Best Art Direction in a Video
Adele – Rolling in the Deep (Art Director: Nathan Parker)
- Death Cab for Cutie – You Are a Tourist (Art Directors: Nick Gould, Tim Nackashi and Anthony Maitz)
- Lady Gaga – Judas (Art Director: Amy Danger)
- Katy Perry (featuring Kanye West) – E.T. (Art Director: Jason Fijal)
- Kanye West (featuring Dwele) – Power (Art Director: Babak Radboy)

### Best Editing in a Video
Adele – Rolling in the Deep (Editor: Art Jones at Work)
- 30 Seconds to Mars – Hurricane (Editors: Jared Leto, Frank Snider, Michael Bryson, Stefanie Visser and Daniel Carberry)
- Manchester Orchestra – Simple Math (Editor: Daniels)
- Katy Perry (featuring Kanye West) – E.T. (Editor: Jarrett Fijal)
- Kanye West (featuring Rihanna und Kid Cudi) – All of the Lights (Editor: Hadaya Turner)

### Best Cinematography in a Video
Adele – Rolling in the Deep (Director of Photography: Tom Townend)
- 30 Seconds to Mars – Hurricane (Directors of Photography: Benoît Debie, Jared Leto, Rob Witt and Daniel Carberry)
- Beyoncé – Run the World (Girls) (Director of Photography: Jeffrey Kimball)
- Eminem (featuring Rihanna) – Love the Way You Lie (Director of Photography: Christopher Probst)
- Katy Perry – Teenage Dream (Director of Photography: Paul Laufer)